# Đánh bạc trực tuyến

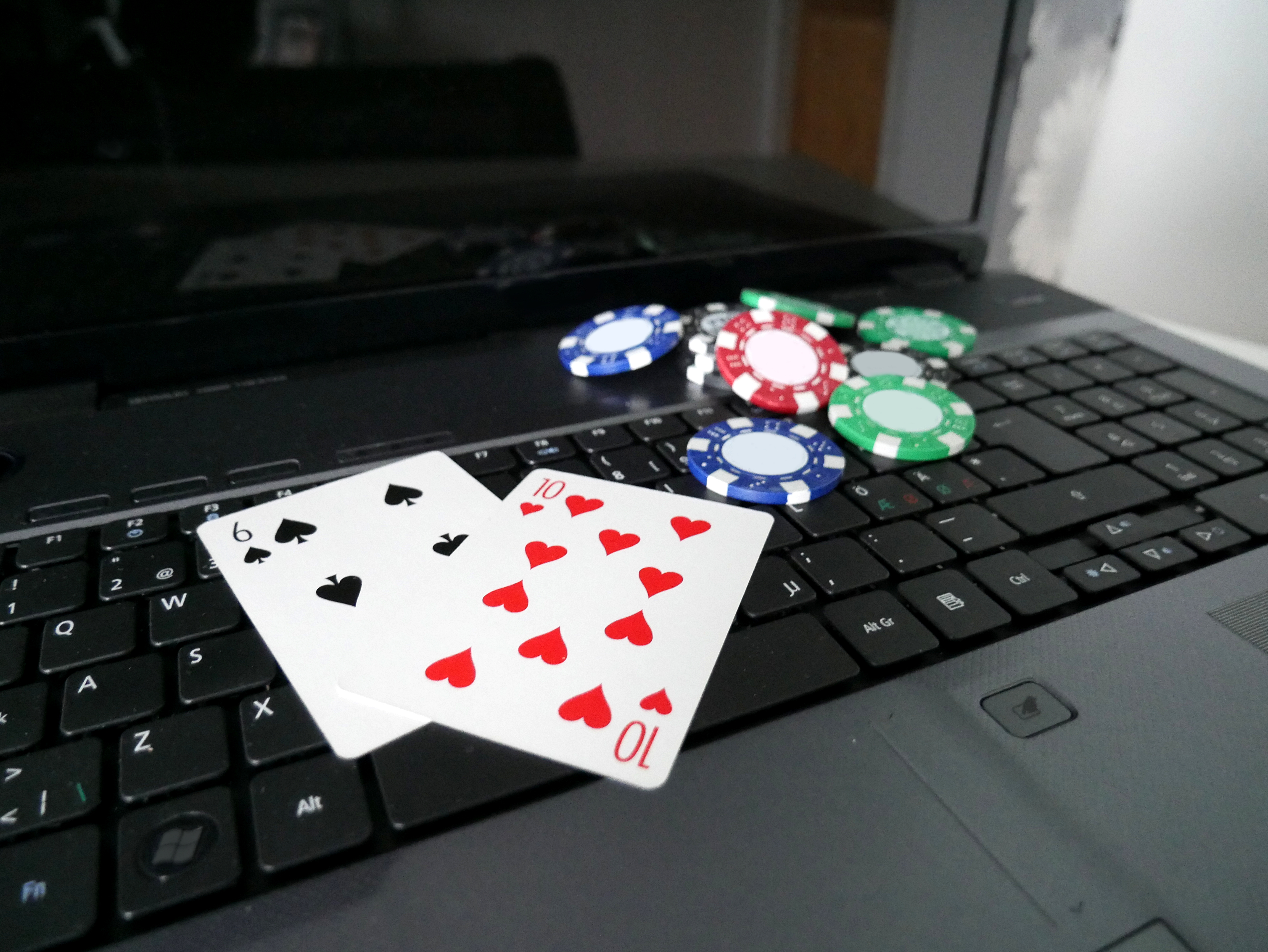
Hình thức cá cược thông qua internet.

Đánh bạc trực tuyến (hoặc cờ bạc trực tuyến, cá cược trực tuyến, đánh bạc trên Internet) là bất kỳ loại đánh bạc nào được thực hiện trên internet. Điều này bao gồm poker ảo, sòng bạc và cá cược thể thao. Địa điểm đánh bạc trực tuyến đầu tiên mở cửa cho công chúng, là bán vé cho Xổ số quốc tế Liechtenstein vào tháng 10 năm 1994. Ngày nay, thị trường trị giá khoảng 40 tỷ đô la trên toàn cầu mỗi năm, theo nhiều ước tính khác nhau.
Nhiều quốc gia hạn chế hoặc cấm đánh bạc trực tuyến. Tuy nhiên, đánh bạc trực tuyến là hợp pháp ở một số tiểu bang của Hoa Kỳ, một số tỉnh ở Canada, hầu hết các quốc gia thuộc Liên minh Châu Âu và một số quốc gia ở vùng biển Caribbean.
Ở nhiều thị trường hợp pháp, các nhà cung cấp dịch vụ đánh bạc trực tuyến được pháp luật yêu cầu phải có một số hình thức cấp phép nếu họ muốn cung cấp dịch vụ hoặc quảng cáo cho cư dân ở đó. Ví dụ: Ủy ban cờ bạc Vương quốc Anh  hoặc Ban kiểm soát trò chơi Pennsylvania ở Hoa Kỳ.
Nhiều sòng bạc và công ty đánh bạc trực tuyến trên khắp thế giới chọn đặt cơ sở trong các thiên đường thuế gần các thị trường chính của họ. Những điểm đến này bao gồm Gibraltar, Malta và Alderney ở Châu Âu  và ở Châu Á, Khu hành chính đặc biệt của Macau từ lâu đã được coi là thiên đường thuế và cơ sở được biết đến cho các nhà khai thác cờ bạc trong khu vực. Tuy nhiên, năm 2018 EU đã loại Macau khỏi danh sách các thiên đường thuế được liệt kê trong danh sách đen.

## Lịch sử
Năm 1994, Antigua và Barbuda đã thông qua Đạo luật Thương mại & Chế biến Tự do, cho phép cấp giấy phép cho các tổ chức đăng ký mở sòng bạc trực tuyến. Trước các sòng bạc trực tuyến, phần mềm đánh bạc đầy đủ chức năng đầu tiên được phát triển bởi Microgaming, một công ty phần mềm dựa trên Isle of Man. Điều này đã được bảo mật với phần mềm được phát triển bởi CryptoLogic, một công ty phần mềm bảo mật trực tuyến. Giao dịch an toàn trở nên khả thi; điều này dẫn đến các sòng bạc trực tuyến đầu tiên vào năm 1994.
Năm 1996 chứng kiến sự thành lập của Ủy ban trò chơi Kahnawake, nơi điều chỉnh hoạt động chơi trò chơi trực tuyến từ Lãnh thổ Mohawk của Kahnawake và cấp giấy phép chơi trò chơi cho nhiều sòng bạc và phòng poker trực tuyến trên thế giới. Đây là một nỗ lực để giữ cho hoạt động của các tổ chức đánh bạc trực tuyến được cấp phép công bằng và minh bạch.
Vào cuối những năm 1990, cờ bạc trực tuyến đã trở nên phổ biến; chỉ có mười lăm trang web đánh bạc vào năm 1996, nhưng đã tăng lên 200 trang web vào năm sau. Một báo cáo được xuất bản bởi Frost & Sullivan tiết lộ rằng doanh thu cờ bạc trực tuyến đã vượt quá 830 triệu đô la chỉ riêng trong năm 1998. Trong cùng năm đó, các phòng poker trực tuyến đầu tiên đã được giới thiệu. Ngay sau đó vào năm 1999, Đạo luật Cấm đánh bạc trên Internet đã được đưa ra như một dự luật tại Thượng viện Hoa Kỳ; điều đó có nghĩa là một công ty không thể cung cấp bất kỳ sản phẩm đánh bạc trực tuyến nào cho bất kỳ công dân Hoa Kỳ nào. Nhưng nó đã không qua khỏi. Cờ bạc trực tuyến nhiều người chơi cùng lúc cũng được giới thiệu vào năm 1999.
Năm 2000, Chính phủ Liên bang Úc đầu tiên đã thông qua Đạo luật Moratorium đánh bạc tương tác, khiến cho bất kỳ sòng bạc trực tuyến nào không được cấp phép và hoạt động trước tháng 5 năm 2000 hoạt động là bất hợp pháp. Điều này có nghĩa là Lasseter's Online trở thành sòng bạc trực tuyến duy nhất có thể hoạt động hợp pháp tại Úc; tuy nhiên, họ không thể nhận cược từ công dân Úc.
Đến năm 2001, ước tính số người tham gia đánh bạc trực tuyến đã tăng lên 8 triệu và sự tăng trưởng vẫn tiếp tục, mặc dù vẫn tiếp tục những thách thức pháp lý đối với cờ bạc trực tuyến.    
Năm 2008, H2 Gamble Capital ước tính doanh thu cờ bạc trực tuyến trên toàn thế giới ở mức 21 tỷ USD.
Năm 2016, Statista dự đoán thị trường cờ bạc trực tuyến sẽ đạt 45,86 tỷ USD, tăng lên 56,05 tỷ USD vào năm 2018.